# Rudolf Povarnitsyn
Rudolf Pavlovitj Povarnitsyn (ryska: Рудолъф Павловвич Поварниџын), född den 12 juni 1962, Votkinsk, Ryska SSR, Sovjetunionen, är en f.d sovjetisk/ukrainsk friidrottare som tävlade i höjdhopp. 
Povarnitsyn blev den 11 augusti 1985 den första höjdhoppare som klarade 2,40. Ett världsrekord som han blev av med mindre än en månad senare då landslagskollegan Igor Paklin klarade 2,41.
Povarnitsyns största mästerskapsbedrift var bronsmedaljen vid OS 1988 i Seoul. 